# Sallent de Nargó
Sallent de Nargó (localment conegut com a Sellent) és un poble (42 habitants el 2006) del municipi alturgellenc de Coll de Nargó. Està situat a 1.000 m d'altitud, al vessant sud de la serra de Sant Joan, damunt la riba esquerra del riu de Sallent. El nom del poble podria haver-se originat en un salt d'aigua molt vertical i alt que hi ha en el proper pla de l'Estany.
El lloc és esmentat en l'acta de consagració de la catedral de la Seu d'Urgell, a la qual pertanyia per donació del comte d'Urgell el 997. En els temps moderns va formar part del municipi de Montanissell, fins que aquest va ser absorbit pel de Coll de Nargó.
De població disseminada, en el nucli urbà es troba l'església dedicada a Sant Salvador d'Horta, romànica originalment, però molt desfigurada per ampliacions posteriors, i a prop del poble es conserva la valuosa església romànica de sant Maximí 42° 10′ 55″ N, 1° 13′ 01″ E / 42.18194°N,1.21694°E. Els dos sants són els patrons de Sellent i els són dedicades les festes majors.
A la seva rodalia s'ha trobat el jaciment d'esquelets de l'edat del bronze anomenat Senyora de les Muntanyes, en la cova de la Roca de les Set Comelles.